# Marika Popowicz-Drapała

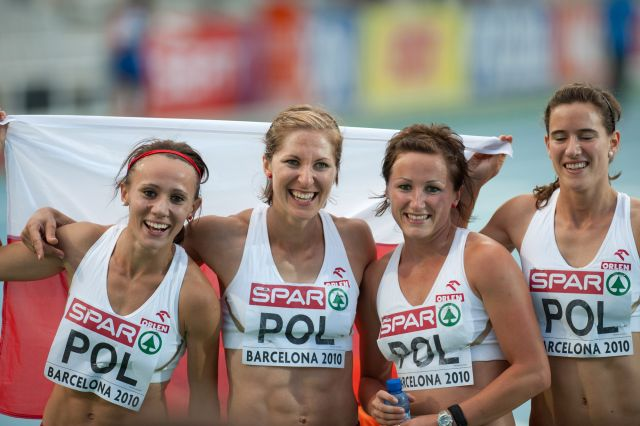
Marika Popowicz (pierwsza z lewej) wraz z koleżankami z reprezentacyjnej sztafety podczas mistrzostw Europy w Barcelonie (2010)

Marika Julianna Popowicz-Drapała (ur. 24 kwietnia 1988 w Gnieźnie) – polska lekkoatletka specjalizująca się w biegach sprinterskich.
Zawodniczka bydgoskiego Zawiszy. Zdobywczyniwielu medali międzynarodowych zawodów w kategorii juniorów, wicemistrzyni i dwukrotna brązowa medalistka mistrzostw Europy seniorek, brązowa medalistka halowych mistrzostw Europy 2023 w Stambule w sztafecie 4 × 400 m. Rekordzistka Polski w biegu sztafetowym 4 × 100 metrów.
Marika Popowicz, w stopniu starszego szeregowego, pełni zawodową służbę wojskową w Wojskowej Grupie Sportowej w Bydgoszczy, wchodzącej w skład 1 Kujawsko-Pomorskiego Batalionu Dowodzenia w Bydgoszczy (od 1 lipca 2010 r. – Batalionu Dowodzenia Inspektoratu Wsparcia Sił Zbrojnych).
Żona Radosława Drapały, także sprintera.

## Kariera
Międzynarodową karierę zaczynała w 2005 roku startując wówczas w mistrzostwach świata juniorów młodszych (6. miejsce w biegu na 200 metrów oraz 4. w sztafecie szwedzkiej) oraz w juniorskim czempionacie Starego Kontynentu (złoto w sztafecie 4 × 100 metrów). Bez sukcesów startowała w kolejnym sezonie na mistrzostwach globu juniorów. W Hengelo, w roku 2007, wraz z koleżankami z reprezentacyjnej sztafety 4 × 100 metrów była trzecia w kolejnej edycji juniorskich mistrzostw Europy. Podczas tych zawodów startowała także w biegach na 100 i 200 metrów. Znalazła się w składzie sztafety 4 × 100 metrów na mistrzostwa świata w Osace (2007) jednak ostatecznie nie pojawiła się na bieżni. Duże sukcesy osiągnęła w sezonie 2009. Na uniwersjadzie zdobyła srebro w biegu rozstawnym 4 × 100 metrów. Podczas rozegranych w Kownie młodzieżowych mistrzostw Europy zdobyła dwa brązowe medale w biegach na 100 i 200 metrów oraz srebro w sztafecie. Srebro i brąz wywalczyła na mistrzostwach świata wojska. Kontuzja wyeliminowała ją ze startu w mistrzostwach świata w Berlinie (2009). W biegu na 60 metrów odpadła w eliminacjach halowych mistrzostw świata w marcu 2010. Na mistrzostwach Europy wraz z Darią Korczyńską, Martą Jeschke i Weroniką Wedler zdobyła brązowy medal w biegu rozstawnym 4 × 100 metrów poprawiając 25-letni rekord Polski.
Na Mistrzostwach Świata w Lekkoatletyce 2013 w biegu na 200 m odpadła w eliminacjach, zajmując 25. miejsce z czasem 23,22 s (SB).
W roku 2014 nie startowała z powodu kontuzji.
Indywidualnie zdobyła sześć medali seniorskich mistrzostw Polski – ma na koncie cztery złote (Bydgoszcz 2009: bieg na 100 oraz 200 metrów & Bydgoszcz 2011: bieg na 100 oraz 200 metrów) oraz dwa brązowe (Bielsko-Biała 2010; bieg na 100 metrów i Bielsko-Biała 2012; bieg na 100 metrów) medale. Stawała także na najwyższym stopniu podium halowych mistrzostw Polski seniorów. Wielokrotnie zdobywała medale mistrzostw kraju młodzików, juniorów oraz młodzieżowców tak w hali, jak i na stadionie. Wraz z klubową sztafetą Zawiszy Bydgoszcz także osiągała sukcesy na mistrzostwach Polski.
W 2010 odznaczona Brązowym Krzyżem Zasługi.

## Osiągnięcia
| Rok  | Impreza                                 | Miejsce        | Konkurencja        | Lokata     | Wynik   |
| ---- | --------------------------------------- | -------------- | ------------------ | ---------- | ------- |
| 2005 | Mistrzostwa świata juniorów młodszych   | Marrakesz      | bieg na 200 m      | 6. miejsce | 23,93   |
| 2005 | Mistrzostwa świata juniorów młodszych   | Marrakesz      | sztafeta szwedzka  | 4. miejsce | 2:09,05 |
| 2005 | Mistrzostwa Europy juniorów             | Kowno          | sztafeta 4 × 100 m | 1. miejsce | 44,65   |
| 2006 | Mistrzostwa świata juniorów             | Pekin          | bieg na 100 m      | półfinał   | 11,96   |
| 2006 | Mistrzostwa świata juniorów             | Pekin          | bieg na 200 m      | półfinał   | 24,00   |
| 2006 | Mistrzostwa świata juniorów             | Pekin          | sztafeta 4 × 100 m | 5. miejsce | 44,70   |
| 2007 | Mistrzostwa Europy juniorów             | Hengelo        | bieg na 100 m      | 5. miejsce | 11,67   |
| 2007 | Mistrzostwa Europy juniorów             | Hengelo        | bieg na 200 m      | eliminacje | DNF     |
| 2007 | Mistrzostwa Europy juniorów             | Hengelo        | sztafeta 4 × 100 m | 3. miejsce | 45,32   |
| 2007 | Mistrzostwa Europy juniorów             | Hengelo        | sztafeta 4 × 400 m | 5. miejsce | 3:39,26 |
| 2008 | Superliga pucharu Europy                | Annecy         | bieg na 100 m      | 8. miejsce | 11,74   |
| 2009 | Halowy puchar świata wojska             | Ateny          | bieg na 60 m       | 4. miejsce | 7,39    |
| 2009 | Mistrzostwa świata wojska               | Sofia          | bieg na 100 m      | 3. miejsce | 11,57   |
| 2009 | Mistrzostwa świata wojska               | Sofia          | bieg na 200 m      | 2. miejsce | 23,32   |
| 2009 | Superliga drużynowych mistrzostw Europy | Leiria         | bieg na 100 m      | 5. miejsce | 11,51   |
| 2009 | Superliga drużynowych mistrzostw Europy | Leiria         | sztafeta 4 × 100 m | 5. miejsce | 44,04   |
| 2009 | Młodzieżowe mistrzostwa Europy          | Kowno          | bieg na 100 m      | 3. miejsce | 11,50   |
| 2009 | Młodzieżowe mistrzostwa Europy          | Kowno          | bieg na 200 m      | 3. miejsce | 23,25   |
| 2009 | Młodzieżowe mistrzostwa Europy          | Kowno          | sztafeta 4 × 100 m | 2. miejsce | 43,90   |
| 2009 | Uniwersjada                             | Belgrad        | sztafeta 4 × 100 m | 2. miejsce | 43,96   |
| 2010 | Halowe mistrzostwa świata               | Doha           | bieg na 60 m       | eliminacje | 7,56    |
| 2010 | Mistrzostwa Europy                      | Barcelona      | bieg na 100 m      | eliminacje | 11,80   |
| 2010 | Mistrzostwa Europy                      | Barcelona      | sztafeta 4 × 100 m | 3. miejsce | 42,68   |
| 2011 | Superliga drużynowych mistrzostw Europy | Sztokholm      | bieg na 200 m      | 8. miejsce | 24,03   |
| 2011 | Superliga drużynowych mistrzostw Europy | Sztokholm      | sztafeta 4 × 100 m | 7. miejsce | 43,77   |
| 2011 | Światowe igrzyska wojskowych            | Rio de Janeiro | sztafeta 4 × 100 m | 2. miejsce | 44,35   |
| 2012 | Mistrzostwa Europy                      | Helsinki       | sztafeta 4 × 100 m | 3. miejsce | 43,06   |
| 2012 | Igrzyska olimpijskie                    | Londyn         | sztafeta 4 × 100 m | eliminacje | 43,07   |
| 2013 | Superliga drużynowych mistrzostw Europy | Gateshead      | bieg na 100 m      | 6. miejsce | 11,83   |
| 2013 | Superliga drużynowych mistrzostw Europy | Gateshead      | bieg na 200 m      | 5. miejsce | 23,58   |
| 2013 | Superliga drużynowych mistrzostw Europy | Gateshead      | sztafeta 4 × 100 m | 6. miejsce | 43,85   |
| 2013 | Mistrzostwa świata                      | Moskwa         | bieg na 200 m      | eliminacje | 23,22   |
| 2013 | Mistrzostwa świata                      | Moskwa         | sztafeta 4 × 100 m | eliminacje | 43,18   |
| 2013 | Mistrzostwa Europy wojskowych           | Warendorf      | sztafeta 4 × 100 m | 2. miejsce | 44,81   |
| 2015 | Halowe mistrzostwa Europy               | Praga          | bieg na 60 m       | półfinał   | 7,38    |
| 2015 | Superliga drużynowych mistrzostw Europy | Czeboksary     | sztafeta 4 × 100 m | 4. miejsce | 43,28   |
| 2015 | Światowe wojskowe igrzyska sportowe     | Mungyeong      | bieg na 100 m      | 3. miejsce | 11,50   |
| 2016 | Halowe mistrzostwa świata               | Portland       | bieg na 60 m       | półfinał   | 7,34    |
| 2016 | Mistrzostwa Europy                      | Amsterdam      | bieg na 100 m      | półfinał   | 11,68   |
| 2016 | Mistrzostwa Europy                      | Amsterdam      | sztafeta 4 × 100 m | 7. miejsce | 43,24   |
| 2016 | Igrzyska olimpijskie                    | Rio de Janeiro | bieg na 100 m      | eliminacje | 11,70   |
| 2016 | Igrzyska olimpijskie                    | Rio de Janeiro | sztafeta 4 × 100 m | eliminacje | 43,33   |
| 2017 | Superliga drużynowych mistrzostw Europy | Lille          | sztafeta 4 × 100 m | 2. miejsce | 43,07   |
| 2019 | Światowe wojskowe igrzyska sportowe     | Wuhan          | bieg na 100 m      | eliminacje | 11,74   |
| 2019 | Światowe wojskowe igrzyska sportowe     | Wuhan          | sztafeta 4 × 100 m | 5. miejsce | 44,80   |
| 2021 | Superliga drużynowych mistrzostw Europy | Chorzów        | sztafeta 4 × 100 m | 2. miejsce | 43,83   |
| 2021 | Igrzyska olimpijskie                    | Tokio          | sztafeta 4 × 100 m | eliminacje | 43,09   |
| 2022 | Mistrzostwa świata                      | Eugene         | sztafeta 4 × 100 m | eliminacje | 43,19   |
| 2022 | Mistrzostwa Europy                      | Monachium      | bieg na 200 m      | półfinał   | 23,47   |
| 2022 | Mistrzostwa Europy                      | Monachium      | sztafeta 4 × 100 m | 2. miejsce | 42,61   |
| 2023 | Halowe mistrzostwa Europy               | Stambuł        | sztafeta 4 × 400 m | 3. miejsce | 3:29,31 |
| 2023 | Mistrzostwa świata                      | Budapeszt      | sztafeta mieszana  | 8. miejsce | 3:15,49 |
| 2023 | Mistrzostwa świata                      | Budapeszt      | sztafeta 4 × 400 m | 6. miejsce | 3:24,93 |
| 2024 | Halowe mistrzostwa świata               | Glasgow        | sztafeta 4 × 400 m | eliminacje | 3:28,80 |
| 2024 | World Athletics Relays                  | Nassau         | sztafeta 4 × 400 m | 2. miejsce | 3:24,71 |
| 2024 | Mistrzostwa Europy                      | Rzym           | sztafeta 4 × 400 m | 6. miejsce | 3:23,91 |
| 2024 | Mistrzostwa Europy                      | Rzym           | sztafeta mieszana  | 7. miejsce | 3:15,32 |
| 2024 | Igrzyska olimpijskie                    | Paryż          | sztafeta mieszana  | eliminacje | 3:11,43 |

## Rekordy życiowe
| Konkurencja               | Rezultat | Data             | Miejsce   | Uwagi                     |
| ------------------------- | -------- | ---------------- | --------- | ------------------------- |
| bieg na 100 metrów        | 11,28    | 14 czerwca 2015  | Bydgoszcz |                           |
| bieg na 200 metrów        | 23,07    | 21 lipca 2023    | Warszawa  |                           |
| bieg na 400 metrów        | 51,42    | 28 czerwca 2024  | Bydgoszcz |                           |
| Bieg na 50 metrów (hala)  | 6,33     | 19 lutego 2011   | Spała     | były rekord Polski        |
| Bieg na 60 metrów (hala)  | 7,20     | 5 marca 2016     | Toruń     |                           |
| bieg na 200 metrów (hala) | 23,31    | 28 stycznia 2024 | Toruń     |                           |
| Bieg na 400 metrów (hala) | 51,87    | 18 lutego 2024   | Toruń     | rekord świata Masters W35 |